# Туюг
Туюг — у поезії тюркомовних народів — подібний до рубаїв вірш з омонімічними та каламбурними римами й редифом за схемою: ааба.
В українській версифікації з'являється надзвичайно рідко:
Я довго жив у яворів, а
аж поки й сам уяворів — а
мій корінь тягне воду відань, б
яку жене уяви рів а (Микола Мірошниченко)